# Girl Talk (álbum)
Girl Talk é o terceiro álbum de estúdio da cantora e compositora inglesa Kate Nash. O álbum foi lançado em 4 de março de 2013.

## Produção
As letras das canções do álbum foram escritas em 2011, e Nash queria gravá-las o mais rápido possível. Fiction Records, sua gravadora na época, no entanto, queria diminuir a produção e editar algumas de suas canções. Nash deixou a Fiction Records, e assinou com a Have 10p Records para o lançamento do álbum. Ela pagou para a produção do álbum através do financiamento coletivo na PledgeMusic. O álbum foi gravado no Paramour Mansion em Echo Park, Los Angeles. Em janeiro de 2013, Nash anunciou que iria lançar o álbum no dia 4 de março, com o single "3AM", lançado em 18 de fevereiro.

## Faixas
Todas as canções foram escritas e compostas por Kate Nash.
| N.º | Título                          | Duração |  |
| 1.  | "Part Heart"                    | 3:07    |  |
| 2.  | "Fri-End?"                      | 3:32    |  |
| 3.  | "Death Proof"                   | 2:23    |  |
| 4.  | "Are You There Sweetheart?"     | 4:28    |  |
| 5.  | "Sister"                        | 4:18    |  |
| 6.  | "OMYGOD!"                       | 2:57    |  |
| 7.  | "Oh" (com Siobhan Malhotra)     | 4:22    |  |
| 8.  | "All Talk"                      | 3:25    |  |
| 9.  | "Conventional Girl"             | 4:25    |  |
| 10. | "3AM"                           | 3:31    |  |
| 11. | "Rap for Rejection"             | 2:18    |  |
| 12. | "Cherry Pickin'"                | 3:00    |  |
| 13. | "Labyrinth"                     | 3:29    |  |
| 14. | "You're So Cool, I'm So Freaky" | 3:17    |  |
| 15. | "Lullaby for an Insomniac"      | 3:52    |  |

| Faixas bônus da edição deluxe |                                        |         |  |
| N.º                           | Título                                 | Duração |  |
| 16.                           | "Mermaid Blue"                         | 3:34    |  |
| 17.                           | "Free My Pussy"                        | 2:43    |  |
| 18.                           | "I'm a Feminist, You're Still a Whore" | 4:17    |  |

| DVD (edição deluxe) |                                                          |         |  |
| N.º                 | Título                                                   | Duração |  |
| 1.                  | "Intro"                                                  |         |  |
| 2.                  | "The Paramour Mansion"                                   |         |  |
| 3.                  | "Faster Pussycat Kill Kill! (Bristol-Oxford-Brighton)"   |         |  |
| 4.                  | "Girl Gang"                                              |         |  |
| 5.                  | "I'm So Cool, You're So Freaky"                          |         |  |
| 6.                  | "The Agony Aunt Sessions, Girl Talk With Sarah Solemani" |         |  |
| 7.                  | "Credits"                                                |         |  |

| DVD (edição rara) |                                    |         |  |
| N.º               | Título                             | Duração |  |
| 1.                | "Girl Gang"                        |         |  |
| 2.                | "Max Can't Surf"                   |         |  |
| 3.                | "Take Me To a Higher Plane"        |         |  |
| 4.                | "Wake Bake Skate"                  |         |  |
| 5.                | "Under-Estimate The Girl"          |         |  |
| 6.                | "No Waves"                         |         |  |
| 7.                | "West Coast (feat. Henry Rollins)" |         |  |
| 8.                | "My Chinchilla"                    |         |  |
| 9.                | "The Darkness"                     |         |  |
| 10.               | "3AM"                              |         |  |
| 11.               | "All Talk"                         |         |  |
| 12.               | "Cherry Pickin'"                   |         |  |
| 13.               | "Death Proof"                      |         |  |
| 14.               | "Fri-End?"                         |         |  |
| 15.               | "OMYGOD!"                          |         |  |

## Paradas
| Parada (2013) | Melhores |
| ------------- | -------- |
| Alemanha      | 55       |
| Reino Unido   | 85       |